# 南島原市立古園小学校
南島原市立古園小学校（みなみしまばらしりつ ふるぞのしょうがっこう）は、かつて長崎県南島原市南有馬町己にあった公立小学校。
2015年（平成27年）3月末に閉校し、南島原市立南有馬小学校に統合された。

## 概要
歴史
1874年（明治7年）に開校。2014年（平成26年）に創立140周年を迎えた。南島原市南有馬地区の小学校5校の統合により、2015年（平成27年）3月末に閉校し、141年の歴史に幕を下ろした。
学校教育目標
「豊かな心と志を持って、よりよく生きる児童の育成」
校章
1971年（昭和46年）に制定。校名の「古」の文字を図案化したもの。
校歌
旧校歌は創立50周年を迎えた1923年（大正12年）に、現校歌は1970年（昭和45年）に制定された。現校歌の作詞は市瀬正生、作曲は山口健作による。歌詞は3番まであり、各番に校名の「古園」が登場する。
校区
住所表記で南島原市南有馬町の後に「丙947～1006番地、戊2～2076番地、己1～2072番地」が続く地域。中学校区は南島原市立南有馬中学校。

## 沿革
- 1874年（明治7年）4月3日 - 古園名字古園庄屋屋敷の一部を校舎として「古園小学校」が開設される。教師2名が配置される。
- 1876年（明治9年）3月 - 古園名字林屋敷に移転。
- 1882年（明治15年）4月 - 古園名彦蔵屋敷に移転。
- 1888年（明治21年）10月 - 北岡名字中通（通称:田中）の溝田妻手彦宅に移転し、「簡易田中小学校」に改称。
  - この年、教室がせまくなり、古園名・北岡名共同で約24.5坪の建物を校舎にあてる。
- 1891年（明治24年）9月1日 - 統合により、「簡易古園小学校[3]田中分校」となる。
- 1893年（明治26年）
  - 3月 - 「田中尋常小学校」に改称。梅谷校舎を梅谷分校とする。
  - 10月 - 暴風雨により校舎が倒壊。当分の間、北岡名の天満宮拝殿を使用して授業を継続。
- 1894年（明治27年）12月 - 古園名古園己128番地に校舎を新築し、移転の上「古園尋常小学校」に改称。
- 1895年（明治28年）7月 - 暴風により校舎が再び倒壊し、当分の間、浦田名の役場の建物一部を使用して授業を継続。
- 1896年（明治29年）1月 - 古園名瓦焼にある洗磯崎神社拝殿を仮校舎として授業を継続。
  - この年 - 元校地に新校舎が完成。
- 1901年（明治34年）4月 - 梅谷分校を梅谷分教場とする。
- 1908年（明治41年）
  - 4月 - 義務教育年限が4年から6年に延長されたことにより、尋常科5年を新設。教室が足りず、古園名にあった有馬高等小学校[4]の1教室を借用。
  - 6月 - 有馬高等小学校2階建て校舎1棟を借用し移転を完了。
- 1912年（明治45年）5月 - 有馬高等小学校の廃止に伴い、その校舎2棟を使用。
- 1913年（大正2年）12月 - 校舎間を連結し、1教室を増設。
- 1923年（大正12年）11月 - 創立50周年を記念し、校旗と校歌を制定。
- 1932年（昭和7年）1月1日 - 南有馬村の町制施行に伴い、南有馬町立の小学校となる。
- 1941年（昭和16年）4月1日 - 国民学校令の施行により、「南有馬町古園国民学校」に改称。尋常科を初等科に改める（初等科6年）。
- 1945年（昭和20年）2月 - 校舎を増築。
- 1947年（昭和22年）4月1日 - 学制改革（六・三制の実施）により、国民学校初等科が改組され、「南有馬町立古園小学校」となる。
  - 児童数は353名（梅谷分教場も含む）
- 1948年（昭和23年）4月1日 - 梅谷分教場が分離し、南有馬町立梅谷小学校として独立。
- 1952年（昭和27年）3月 - 校舎を増築。
- 1966年（昭和41年）2月 - 完全給食を開始。
- 1974年（昭和49年）- 創立100周年記念式典を挙行。
- 1979年（昭和54年）- 新校舎が完成。運動場を整備。
- 1984年（昭和59年）- 体育館が完成。
- 2006年（平成18年）3月31日 - 南島原市の発足に伴い、「南島原市立古園小学校」に改称。
- 2015年（平成27年）3月31日 - 南島原市立南有馬小学校への統合により閉校[5]。

## 交通アクセス
最寄りのバス停
- 島鉄バス 「北岡四ツ角」バス停
  - かつては近くに島原鉄道線の「常光寺前駅」があったが、2008年（平成20年）3月末に廃止された。

最寄りの県道
- 国道251号

## 周辺
- 島原地域広域市町村圏組合消防本部 南島原消防署 有馬分署

## 参考資料
- 「南有馬町郷土誌」（1969年（昭和44年）11月5日発行, 南有馬町教育委員会）p.129 -
- 「長崎新聞に見る長崎県戦後50年史（1945～1995）」（1995年（平成7年）8月9日発行, 長崎新聞社）「南有馬町」